# Wettbüro

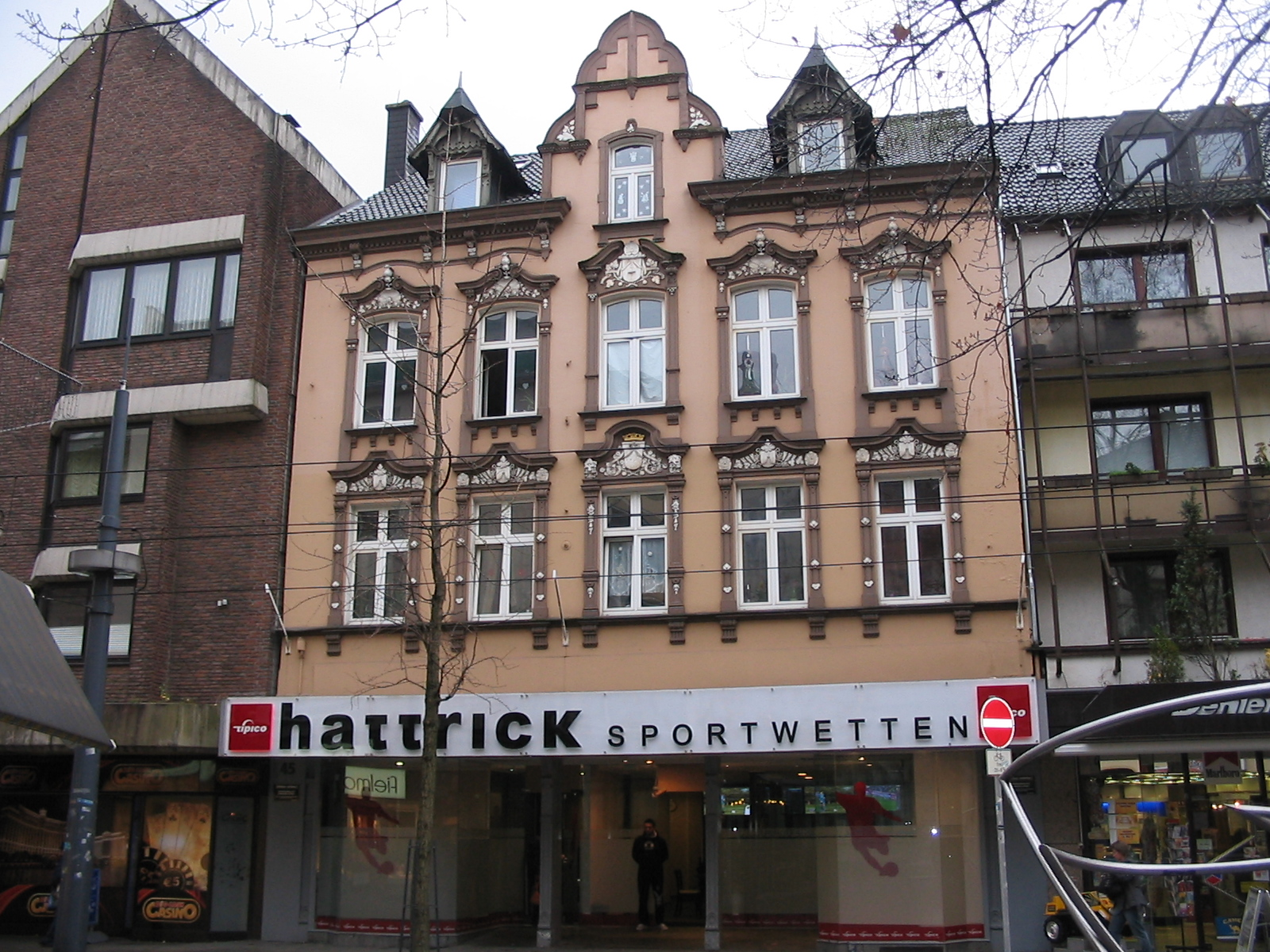
Wettbüro in Witten

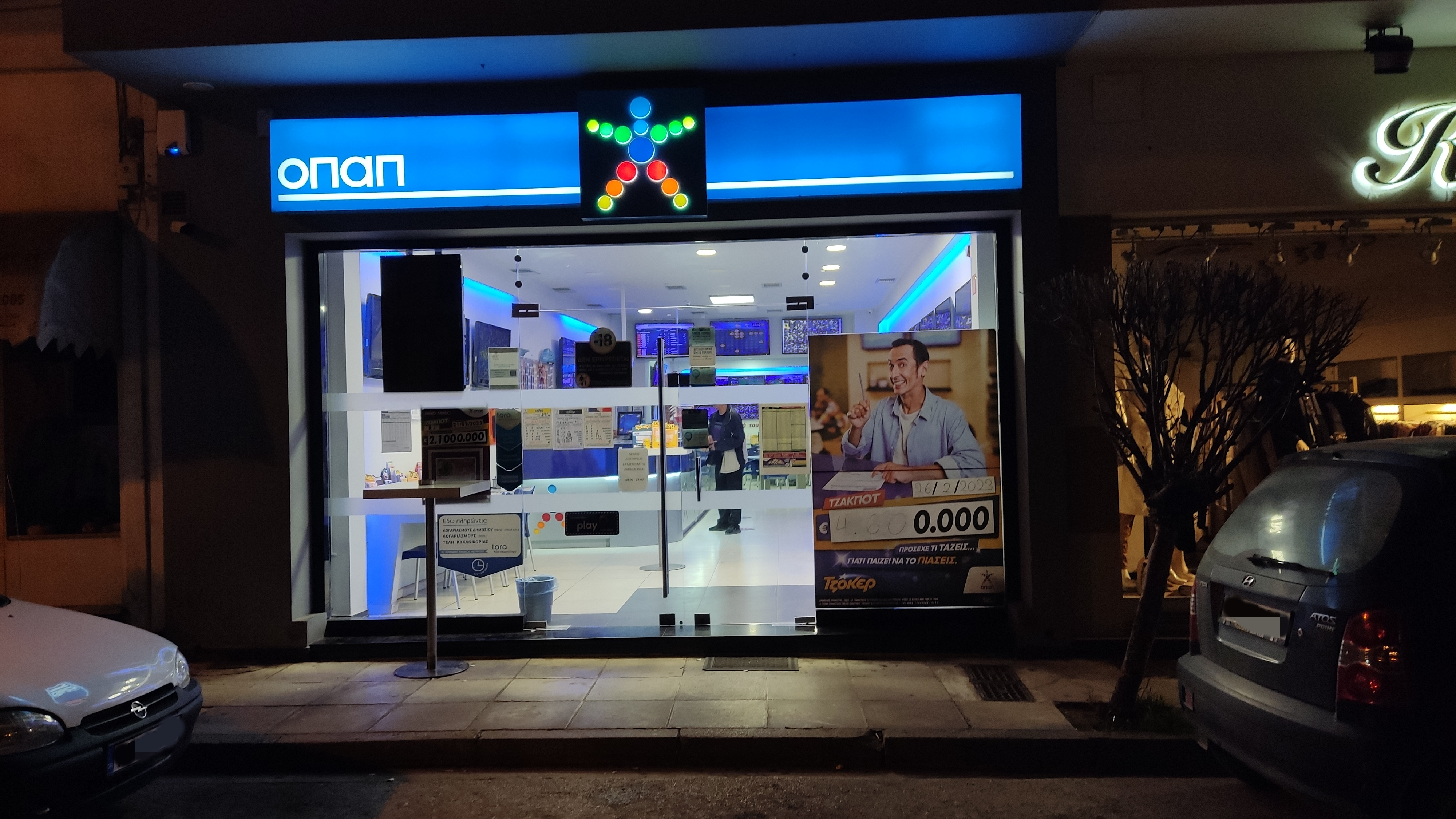
Wettbüro in Griechenland

Ein Wettbüro ist eine Niederlassung eines Unternehmens, das Wetten zur Annahme anbietet (als Wettanbieter) und die gesamte Abwicklung der Wette übernimmt. Im Wettbüro werden Transaktionen zwischen dem Spieler und dem Wettunternehmen abgeschlossen.
Wettbüros arbeiten mit Buchmachern (Bookies) zusammen, welche für die Festlegung der Quoten zuständig sind. Der Begriff „Bookie“ wird umgangssprachlich oftmals als Synonym für das Wettbüro verwendet, wobei sich die Zuständigkeiten deutlich unterscheiden.
Im Wettbüro können Sportwetten bzw. Wetten auf diverse Ereignisse abgeschlossen werden. Der Spieler setzt einen von ihn gewählten Geldbetrag auf ein Ereignis und erhält dafür ein Ticket. Die Gewinnsumme wird durch eine Quote bestimmt, die vom Buchmacher festgelegt wird. Die Quoten auf alle wettbaren Ereignisse sind im Wettbüro in Form eines Quotenschlüssels bzw. Auszahlungsschlüssels (mit prozentualen Angaben) ausgehängt und geben auch die Gewinn-Marge des Wettunternehmens wieder.
Tritt das Ereignis ein, auf das der Spieler gewettet hat, kann er sich den Gewinn gegen Vorlage des Tickets auszahlen lassen. Zur administrativen Tätigkeit eines Wettbüros kann das Lokal auch eine Unterhaltungsaufgabe erfüllen, indem z. B. die Räumlichkeiten mit Fernsehern und Spielautomaten ausgestattet werden. Oftmals gibt es hier auch ein gastronomisches Angebot.
Im modernen Zeitalter verlagert sich das Wettgeschäft zunehmend in das Internet. Mittlerweile gibt es zahlreiche Websites, die Wetten zu allen möglichen Sportereignissen anbieten. Die Wettannahme ist dabei rund um die Uhr verfügbar (wobei auch viele Wettbüros 24/7 geöffnet haben). Während ein Wettbüro stets ortsgebunden ist und Kunden aus der Umgebung betreut, ist es online möglich, Kunden aus der ganzen Welt zu betreuen, sofern die rechtlichen Rahmenbedingungen erfüllt werden. Die Fixkosten zur Erhaltung der Wettbüros und des Personals können reduziert werden bzw. fallen dabei weg.
Dennoch gibt es weiterhin in einzelnen Städten Deutschlands auch niedergelassene Wettbüros, die aber zum größten Teil Pferdewetten anbieten, da die rechtliche Situation für Wettangebote auf andere Sportarten noch immer nicht gänzlich geklärt ist. Außerdem dient das Etablissement als Unterhaltungsort. Im Gegensatz zu Deutschland findet man beispielsweise in Österreich sehr viele Wettbüros mit einem reichhaltigen Wettangebot und Unterhaltungsspektrum.

## Rechtliches
Bei dieser Form des Glücksspiels stellen Wettbüros zwar den gebräuchlichen Begriff dar, rechtlich stellt sich die Situation allerdings anders dar.
Im Rahmen des Glücksspielstaatsvertrag wurde eine Regelung für Deutschland getroffen und die Anzahl der Wettvermittlungsstellen stark begrenzt. Auch wurden Regeln für Abstände zueinander und zu öffentlichen Einrichtungen für Kinder und Jugendliche getroffen. Unterhalb dieser Abstände (200 m) ist eine Eröffnung nicht oder nur eingeschränkt möglich.
Der Oberbegriff Wettvermittlungsstellen unterteilt sich in Wettbüros und Wettannahmestellen. Wettbüros sind großflächiger und besitzen eine Aufenthaltsqualität, etwa durch Sitzgelegenheiten, WLAN, Zigarettenautomaten und Bildschirme zur Verfolgung der Sportereignisse. Wettannahmestellen sind kleiner und dienen nur der Abgabe der Wetten. Ein Aufenthalt ist nicht vorgesehen.
Wettbüros stellen planungsrechtlich eine Vergnügungsstätte dar, Wettannahmestellen werden einem normalen Ladenlokal vergleichbar behandelt.